# Téléphérique de Madrid

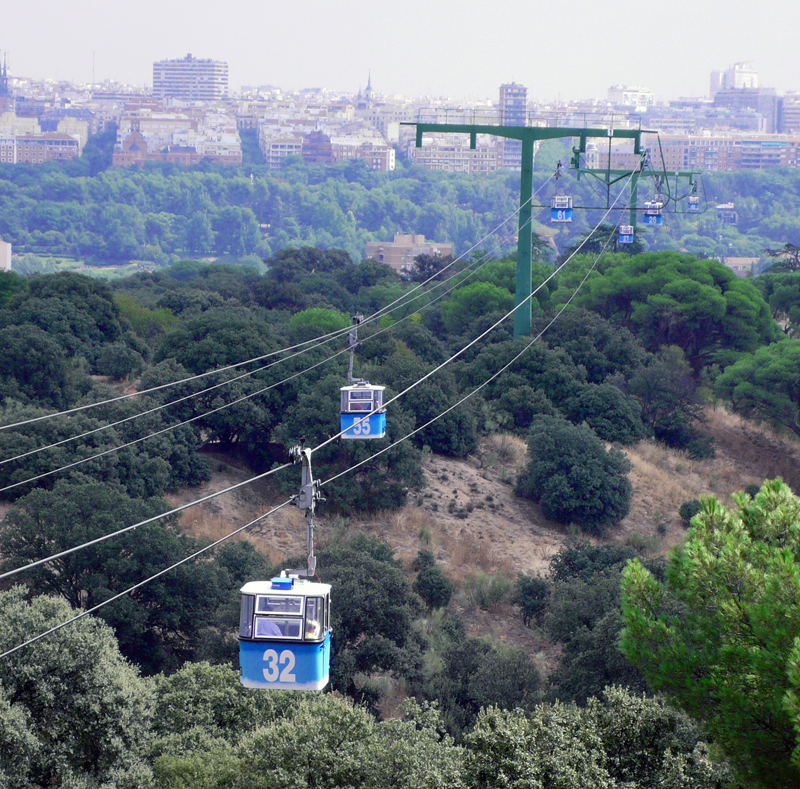
Telephérique de Madrid depuis Casa de Campo.

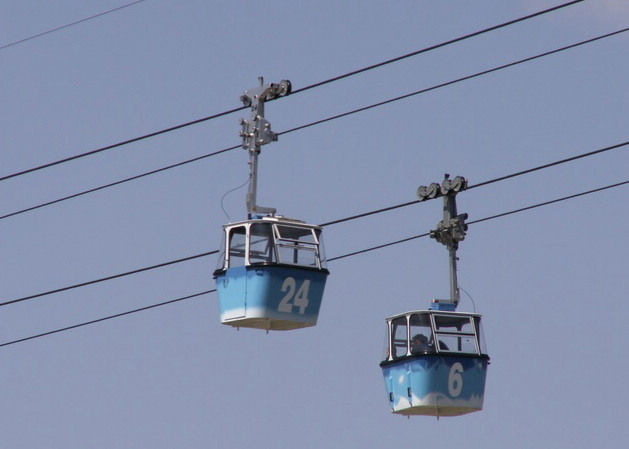
Œufs du téléphérique.

Le téléphérique de Madrid (en espagnol : Madrid Teleférico) part de la promenade du Peintre Rosales et arrive dans le parc de Casa del Campo. Il survole la roserie internationale du Parc de l'Ouest, la gare de Cercanías de Principe Pío, l'hermitage Saint-Antoine de Floride et la rivière Manzanares et termine à deux pas de la place de los Pasos Perdidos de Casa del Campo. On trouve aux extrémités deux restaurants-cafetería exploités par l'entreprise propriétaire du téléphérique.
Le téléphérique est fermé depuis juillet 2023 à cause d'un défaut de câble.

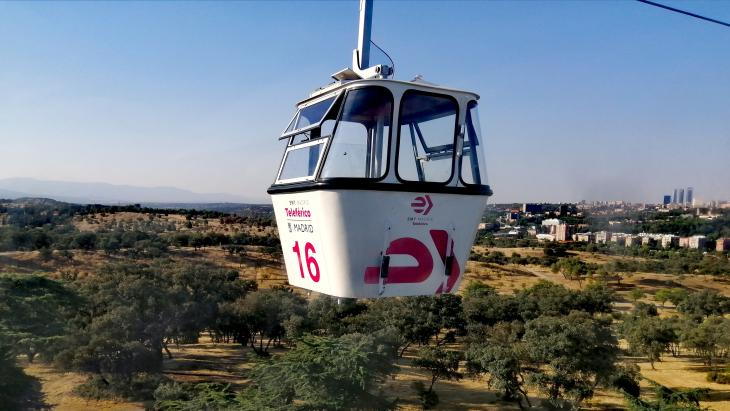
Cabine du téléphérique entre Casa de Campo et Principe Pio vers Argüelles.

## Histoire
Alors que le téléphérique du port de Barcelone est construit dès 1931, Madrid souhaite construire un similaire. L'entreprise Teleférico de Rosales, S.A. est fondé le 6 septembre 1967. Préalablement, 19 juillet de cette année, la mairie lui accorde pour 35 ans la concession d'une parcelle de 1 500 mètres dans le parc Casa del Campo pour ses installations. 
Le téléphérique est construit en un an par l'entreprise suisse Von Roll. Le  maire de Madrid Carlos Arias Navarro l'inaugure le 20 juin 1969.
Depuis mars 2012, il comporte un planétarium numérique qui, le premier dimanche de chaque mois, propose des simulations englobant le ciel de jour comme de nuit.
Le téléphérique de Madrid est fermé depuis juillet 2023, en raison d'un défaut détecté dans le câble qui rend son ouverture impossible pour des raisons de sécurité. En raison de graves problèmes structurels, le conseil municipal de Madrid se voit forcé de suspendre le service. Le téléphérique doit être entièrement remodelé et 15 millions d'euros sont investis dans les travaux. On estime qu'il ne rouvrira pas avant le début de l'année 2026.

## Données techniques
Le téléphérique est un système bicable. Il dispose de 80 cabines, chacune d'elles d'une capacité de cinq personnes, et parcourt une distance de 2 457 mètres, à une hauteur maximale de 40 mètres. La gare moteur se trouve à 627 mètres au-dessus du niveau de la mer à Alicante et la gare jumelle à 651 m. Il a une capacité de 1 200 passagers/heure et sa vitesse est de 3,5 mètres par seconde. Le trajet dure 11 minutes en plein soleil, au-dessus d'un parc désertique, avec pour seul vue le dos du Palais Royal et de la cathédrale de la Almudéna. 
Depuis son inauguration il a été utilisé par plus de huit millions de touristes, réalisant cinq millions de voyages. Près de 180 000 personnes payent le billet d'entrée chaque année.

## Accès
- Métro Argüelles: L3, L4 et L6.
- Bus 21, 74